# Eclipse de sol (Grosz)
Eclipse de sol es un óleo sobre lienzo del artista alemán George Grosz, pintado en 1926. Se conserva en el Museo de Arte Heckscher, en Huntington, Nueva York, que lo considera su cuadro más famoso.

## Descripción
La pintura representa la cáustica y dura crítica de Grosz a las realidades políticas y económicas de Alemania durante la República de Weimar, especialmente a los intereses económicos que dominaban el nuevo régimen. La perspectiva inclinada, superposiciones y tonos disonantes subrayan la inestabilidad de la época. Representa a varios personajes alrededor de una mesa con el telón de fondo de una oscurecida ciudad en llamas. La figura central es el presidente Paul von Hindenburg, reconocible por su bigote anticuado y su uniforme militar con medallas. Está sentado hablando con los dientes al descubierto y lleva una irónica corona de laurel en la cabeza. Un sable ensangrentado y una cruz funeraria blanca y negra sobre la mesa frente a Hindenburg son un recordatorio de su papel en la Primera Guerra Mundial y de las vidas perdidas. A la mesa también se encuentran debatiendo con él cuatro financieros sin cabeza, vestidos con trajes formales. Un industrial corpulento, con chistera, pequeño armamento y un tren en miniatura bajo el brazo, susurra discretamente al oído del presidente. La implicación es que los ministros del gobierno acéfalo no pueden pensar por sí mismos y simplemente obedecen las órdenes de los capitalistas y los militares.
Un pequeño burro, con anteojeras decoradas con el águila alemana, se encuentra encima de la mesa de espaldas a la reunión y frente a un comedero lleno de papeles mientras se mantiene en equilibrio sobre una tabla atada a un esqueleto en el suelo. El burro es el símbolo del pueblo alemán, representado aceptando cualquier cosa que se le presente en los medios manipulados. A la derecha, uno de los hombres sin cabeza apoya su pie sobre los barrotes de un calabozo debajo de él, a través de los cuales se ve el rostro temeroso de un joven prisionero. Una advertencia sobre el futuro de las nuevas generaciones dominadas por las plutocracias. En la parte superior izquierda hay un sol opacado iluminado por el signo del dólar. Esta es una referencia a la inversión de las finanzas estadounidenses en la economía alemana después de la Primera Guerra Mundial.

## Historia
Grosz trajo la pintura a los Estados Unidos cuando se mudó allí en 1933. Se pensó que se había perdido, pero fue encontrada en la casa de un pintor de brocha gorda, Thomas Constantine, que la había mantenido enrollada en su garaje durante varios años. El artista apurado económicamente se la había ofrecido a cambio de un arreglo en su hogar. Cuando fue encontrada, fue exhibida en la Harbour Gallery en Cold Spring Harbor. Un esfuerzo de recaudación de fondos realizado por el primer director profesional del Museo de Arte Heckscher llevó a que el museo adquiriera la pintura por 15.000 dólares en 1968. El museo planeaba vender la pintura en 2009, pero la protesta del público les llevó a abandonar la idea.